# Чемпіонат Європи з футболу 2008 (склади команд)/Австрія
Склад збірної Австрії на чемпіонаті Європи 2008
| №               | Гравець             | Клуб (у 2008)        | Дата народження | Вік      | Ігор                        | Голів                       |                             |
| Воротарі        | Воротарі            | Воротарі             | Воротарі        | Воротарі | Воротарі                    | Воротарі                    | Воротарі                    |
| --------------- | ------------------- | -------------------- | --------------- | -------- | --------------------------- | --------------------------- | --------------------------- |
| 1               | Александр Маннінгер | Сієна                | 4 червня 1970   | 31       | 27                          | 0                           |                             |
| 21              | Юрген Махо          | АЕК (Афіни)          | 24 серпня 1977  | 30       | 14                          | 0                           |                             |
| 23              | Рамазан Езджан      | Гоффенгайм           | 28 червня 1984  | 23       | 0                           | 0                           |                             |
| Захисники       |                     |                      |                 |          |                             |                             |                             |
| 2               | Юахім Штандфест     | Аустрія (Відень)     | 30 травня 1980  | 28       | 30                          | 2                           |                             |
| 3               | Мартін Штранцль     | Спартак (Москва)     | 16 червня 1980  | 27       | 45                          | 2                           |                             |
| 4               | Емануель Погатец    | Мідлсбро             | 16 січня 1983   | 25       | 27                          | 1                           |                             |
| 12              | Рональд Гарчаліу    | Аустрія (Відень)     | 12 лютого 1986  | 22       | 11                          | 0                           |                             |
| 13              | Маркус Катцер       | Рапід                | 11 грудня 1979  | 28       | 11                          | 0                           |                             |
| 15              | Зебастьян Предль    | Штурм (Грац)         | 21 червня 1987  | 20       | 10                          | 2                           |                             |
| 16              | Юрген Патока        | Рапід                | 30 липня 1977   | 30       | 2                           | 0                           |                             |
| 17              | Мартін Гіден        | Аустрія Кернтен      | 11 березня 1973 | 35       | 49                          | 1                           |                             |
| Півзахисники    |                     |                      |                 |          |                             |                             |                             |
| 5               | Крістіан Фукс       | Маттерсбург          | 7 квітня 1986   | 22       | 17                          | 0                           |                             |
| 6               | Рене Ауфгаузер      | Ред Булл (Зальцбург) | 21 червня 1976  | 31       | 51                          | 11                          |                             |
| 8               | Крістоф Ляйтґеб     | Ред Булл (Зальцбург) | 14 квітня 1985  | 23       | 19                          | 0                           |                             |
| 10              | Андреас Іваншиц (к) | Панатінаїкос         | 15 жовтня 1983  | 24       | 39                          | 6                           |                             |
| 11              | Юміт Коркмаз        | Рапід (Відень)       | 17 вересня 1985 | 22       | 2                           | 0                           |                             |
| 14              | Дьордь Гаріч        | Наполі               | 8 березня 1984  | 23       | 12                          | 1                           |                             |
| 19              | Юрген Зоймель       | Штурм (Грац)         | 8 вересня 1984  | 23       | 11                          | 0                           |                             |
| 20              | Мартін Гарнік       | Вердер (Бремен)      | 10 червня 1987  | 20       | 8                           | 2                           |                             |
| Нападники       |                     |                      |                 |          |                             |                             |                             |
| 7               | Івіца Вастіч        | ЛАСК                 | 29 вересня 1969 | 38       | 48                          | 13                          |                             |
| 9               | Роланд Лінц         | Брага                | 9 серпня 1981   | 26       | 32                          | 7                           |                             |
| 18              | Роман Кінаст        | Гам-Кам              | 29 березня 1984 | 24       | 6                           | 1                           |                             |
| 22              | Ервін Гоффер        | Рапід                | 14 квітня 1987  | 21       | 4                           | 0                           |                             |
| Головний тренер |                     |                      |                 |          |                             |                             |                             |
| Австрія         | Йозеф Гікерсбергер  |                      | 27 квітня 1948  | 60       | Середній вік гравців: 26,50 | Середній вік гравців: 26,50 | Середній вік гравців: 26,50 |
|                 |                     |                      |                 |          |                             |                             |                             |

| Гравців національного чемпіонату: | Гравців національного чемпіонату:                    | 13   |
|                                   | Рапід                                                | 4    |
|                                   | Аустрія (Відень), Ред Булл (Зальцбург), Штурм (Грац) | по 2 |
|                                   | Аустрія Кернтен, Маттерсбург, ЛАСК                   | по 1 |
| Легіонерів:                       | Легіонерів:                                          | 10   |
|                                   | Італія, Греція, Німеччина                            | по 2 |
|                                   | Росія, Англія, Португалія, Норвегія                  | по 1 |